# Sahamongkol Film International
A Sahamongkol Film International (thai nyelven บริษัท สหมงคลฟิล์ม จำกัด) Thaiföld piacvezető filmstúdiója. Filmkészítés mellett külföldi filmek forgalmazásával is foglalkozik. Hazai filmjei közé tartozik az Ong-bak – A thai boksz harcosa, az Ong Bak 2. – A bosszú és A harc szelleme, melyeket külföldön is sikerrel értékesítettek.